# خی گاوران
خی گاوران یک ستاره است که در صورت فلکی گاوران قرار دارد.